# 愛·不愛
《愛·不愛》是趙詠華的第十五張大碟，於1998年5月20日推出，是其與寶麗金合約期內製作的最後一張大碟，專輯的第一主打歌是《在沙漠的第七天》，而第二主打歌《愛 不愛》則是歌手陶喆的出道作。

## 曲目
| 曲序 | 曲名           | 曲                          | 詞             | 編曲                          | 附註                                              |
| 01   | 在沙漠的第七天 | 瀧澤玖健                    | 劉秀美         | Roberto Zayas、Andren Mollard | 第一主打歌                                        |
| 02   | 愛不愛         | 陶喆                        | 娃娃           | 陶喆                          | 第二主打歌                                        |
| 03   | 那首歌         | 李偲菘                      | 趙詠華、徐世珍 | 吳慶隆                        |                                                   |
| 04   | 心裡那個人不走 | 李偲菘                      | 姚若龍         | Terence Teo                   |                                                   |
| 05   | 無話可說       | 陶喆                        | 娃娃           | 陶喆                          |                                                   |
| 06   | 去愛           | Steve Dorff、Linda Thompson | 向月娥         | 吳慶隆                        | 原曲為Steve Dorff的《A Little Thing Called Life》 |
| 07   | 寵物           | 陳子鴻                      | 姚若龍         | 吳慶隆                        |                                                   |
| 08   | 別這樣離開我   | 黃建昌                      | 黃建昌         | 涂惠元                        | 第三主打歌                                        |
| 09   | 愛情是麻煩     | 童安格                      | 娃娃           | Terence Teo                   |                                                   |
| 10   | 給我愛         | 陳達偉                      | 林雨           | 吳慶隆                        |                                                   |

## 音樂錄影帶
- 在沙漠的第七天
  - 導演：林志盈
  - 封面攝影：陳福堂
- 愛不愛 
  - 導演：林志盈

## 唱片版本
- CD版